# Cesão Fábio Vibulano
Cesão Fábio Vibulano (em latim: Kaeso Fabius Vibulanus) foi um político da gente Fábia nos primeiros anos da República Romana eleito cônsul por três vezes, em 484, 481 e em 479 a.C., com Lúcio Emílio Mamerco, Espúrio Fúrio Medulino Fuso e Tito Vergínio Tricosto Rutilo respectivamente. 

## Biografia
Com seus irmãos Quinto Fábio Vibulano e Marco, foi um dos grandes expoentes da gente Fábia no momento de maior poder da família. Foi um dos principais defensores da ideia de que a sua gente deveria assumir o ônus da guerra contra os veios e que terminou de forma desastrosa na Batalha de Cremera, na qual quase todos os Fábios pereceram.
Em 485 a.C., durante o consulado de Quinto, foi um dois questores que acusaram Espúrio Cássio Vecelino de ambicionar uma coroa real, uma acusação que resultou na condenação à morte do ex-cônsul, que foi atirado pelos seus acusadores da Rocha Tarpeia.

### Primeiro consulado (484 a.C.)
Cesão foi eleito cônsul pela primeira vez em 484 a.C. juntamente com Lúcio Emílio Mamerco. Sua eleição enfureceu a plebe, dando início a um período de distúrbios. Contudo, no decorrer de seu mandato, a revolta foi arrefecendo por causa da retomada da guerra contra os volscos, que, acreditando que a dissidência interna entre os romanos os enfraqueceria, tentou vingar a derrota do ano anterior. Eles dividiram suas forças em duas, enviando um exército para atacar os latinos e os hérnicos e deixando outro para defender suas terras.
A Cesão Fábio coube a campanha em defesa dos aliados de Roma enquanto Lúcio Emílio atacava o território volsco. No decorrer da campanha, Cesão, sabendo das dificuldades pelas quais passavam o exército romano no território volsco, enviou reforços ao seu colega cônsul que foram determinantes para que os romanos conseguissem a vitória na Batalha de Longula.
Lívio, por outro lado, reporta que Lúcio Emílio foi encarregado do comando da campanha contra os volscos e équos e obteve uma brilhante vitória, infligindo ao inimigo mais perdas durante a retirada do que na própria batalha. Cesão Fábio, segundo ele, não teve papel nenhum nas ações militares.
No mesmo ano, vou consagrado o Templo dos Dióscuros prometido pelo ditador Aulo Postúmio durante a Batalha do Lago Régilo.

### Segundo consulado (481 a.C.)
Cesão foi eleito pela segunda vez em 481 a.C., desta vez com Espúrio Fúrio Medulino Fuso, num momento difícil para a cidade, principalmente por causa da luta contra os équos e veios.
Durante seu mandato, reapareceram antigas tensões entre patrícios e plebeus. O tribuno da plebe Espúrio Licínio tentou forçar a aprovação de uma reforma agrária (Lei Agrária). Mas seus colegas apoiaram os cônsules e rejeitaram sua proposta em favor de um alistamento militar. Enquanto Cesão comandava a expedição contra os équos, Espúrio marchou contra os veios. Contudo, nada foi alcançado nesta campanha.
Na campanha contra os équos, Cesão teve mais problemas com seus próprios soldados do que contra os inimigos, que foram facilmente derrotados, graças à grande habilidade do cônsul, mesmo diante da indiferença com que suas ordens eram recebidas pela tropa.
| “ | Na campanha contra équos, Fábio teve mais problemas com seus efetivos do que com seus inimigos. Foi apenas a grande figura, o próprio cônsul, que defendeu o destino do Estado, traído de todas as formas pelos soldados que o detestavam [...] | ” |
|   | — Lívio, Ab Urbe condita libri II, 42. |   |

Dionísio de Halicarnasso, por outro lado, reporta que ele teria sido eleito como representante da plebe, que Espúrio teria marchado contra équos e Cesão, contra os veios. A campanha de Espúrio foi um sucesso, uma vez que os inimigos não ousaram confrontar-lo. Ainda assim, Espúrio acumulou uma grande quantidade de espólios, em dinheiro e escravos, que ele distribuiu entre seus próprios soldados, angariando grande apoio popular.

### Batalha contra Veios (480 a.C.)
Em 480 a.C., na época dos cônsules Cneu Mânlio Cincinato e seu irmão Marco Fábio Vibulano, Cesão participou da Batalha de Veios, destacando-se pelo valor demonstrado em combate.

### Terceiro consulado (479 a.C.)
Eleito para um terceiro mandato em 479 a.C., desta vez teve como companheiro Tito Vergínio Tricosto Rutilo, Cesão tentou reabilitar patrícios e plebeus propondo que os primeiros oferecessem voluntariamente aos segundos terras obtidas nas conquistas militares do exército romano. O Senado Romano, porém, foi contra e vetou a decisão.
Cesão em seguida assumiu o comando do contingente militar enviado para ajudar os latinos, que estavam sob ataque dos équos. Enquanto decidia os próximos passos na guerra contra os équos, Cesão teve que correr para ajudar Tito Vergínio, que passava por graves dificuldades em sua campanha contra a cidade etrusca de Veios.

### Guerra contra Veios (479 – 477 a.C.)
A guerra dos Fábios contra Veios começou em 479 a.C., com a decisão da família de arcar com os custos da guerra.
| “ | Então a gente Fábia foi ao Senado e foi o cônsul que falou a seus compatriotas: "A guerra contra Veios, como vós bem sabeis, não precisa de um empenho regular em envolver muitas pessoas. Devoteis vós a outras guerras e dexais que os Fábios tratarão dos inimigos de Veios. Estamos comprometidos em manter a autoridade de Roma na região. Pretendemos conduzir esta guerra como um assunto de família, custeado privadamente, sem dinheiro ou homens da República". Eles receberam grandes demonstrações de gratidão. | ” |
|   | — Lívio, Ab Urbe condita libri II, 48.. |   |

Os Fábios, comandados por Marco Fábio Vibulano, depois de construírem uma fortaleza perto do rio Cremara, começaram a saquear todo o território de Veios, inclusive as mais distantes de Roma e que, até então, jamais haviam sido alvo de ataques romanos. O prejuízo foi enorme para os veios, que não conseguiram negociar com os Fábios, que dividiram suas forças em quatro unidades: uma delas foi encarregada da defesa da fortaleza e as outras três foram inteiramente dedicadas aos rápidos raides contra o território inimigo.
Em 478 a.C., os cônsules Lúcio Emílio Mamerco e Caio Servílio Estruto Aala, depois de receberem reforços de Roma, avançaram até a fortaleza dos irmãos sob o comando de Cesão a mando do procônsul. O combate contra os veios neste ano foi localizado por Lívio perto da fortaleza dos Fábios perto do rio Cremara.
A guerra terminou em 477 a.C. com a Batalha de Cremera, na qual, segundo a tradição, pereceram todos os grandes expoentes da família, incluindo Cesão. O único a salvar-se foi o filho de Marco Fábio Vibulano, Quinto Fábio Vibulano, que havia ficado em Roma por ser muito jovem e que acabou dando origem à nova linhagem dos Fábios, que alcançou o consultado mais três vezes e o decenvirato outras duas.